# 猪子一日
猪子 一日（いのこ かずてる）は、安土桃山時代から江戸時代初期にかけての武将。

## 生涯
最初、豊臣秀吉に仕えて320石を食んだ。次に前田利家に仕え、慶長19年（1614年）から徳川氏に仕え、徳川秀忠の下で書院番を務める。
元和3年（1617年）10月10日、父より先に死去した。享年48。